# Bill Norrie
William (Bill) Norrie, CM, OM, QC (21. januar 1929 – 6. juli 2012) var den 39. borgmester i Winnipeg, Manitoba og tidligere kansler hos University of Manitoba.
I august 1992 blev, Duncan Norrie, søn af Bill, dræbt i en flyulykke i Nepal. Duncan Norrie blev senere hædret ved at få en gade i Winnipeg opkaldt efter ham. 